# Zastava

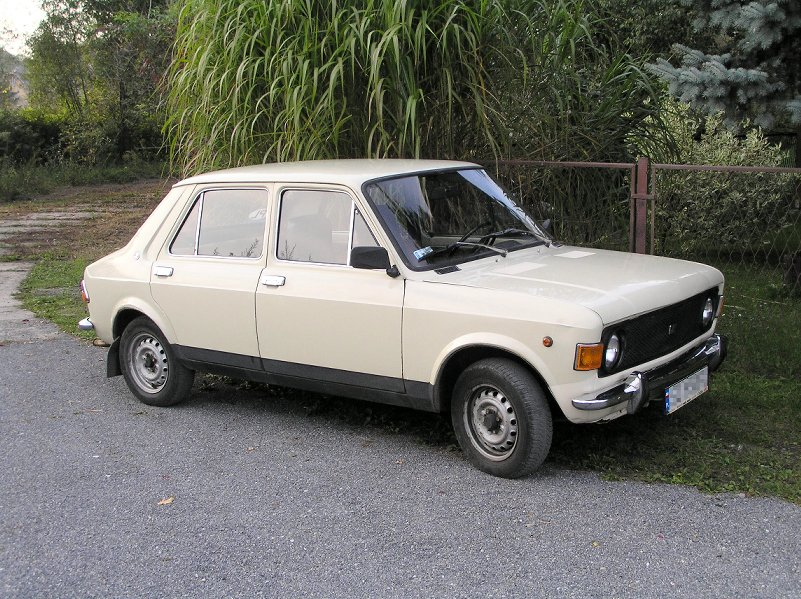
Zastava 101 Mediteran

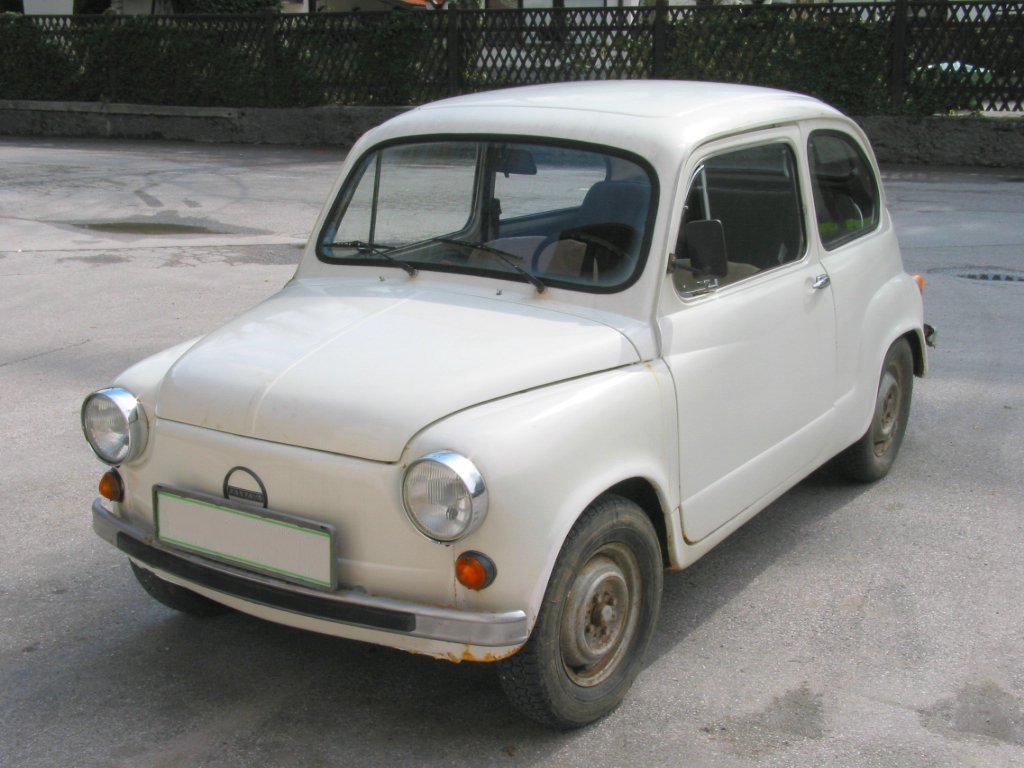
Zastava 850

Zastava var en serbisk (f.d. jugoslavisk) biltillverkare från staden Kragujevac i Serbien.
Zastava började år 1954 licenstillverka Fiat under det egna namnet. 1978 lanserade Zastava modellen Koral som byggde på småbilen Fiat 127. När man tillverkade för den amerikanska marknaden i mitten av 1980-talet döptes bilen om till Yugo 45 Koral. När Zastava lanserade modellen Florida år 1988 fick även den namnet Yugo. Under många år tillverkade man en egen version av Fiat 128 som kom redan i slutet av 1960-talet. Företagets vapentillverkning, som man inledde på 1800-talet, gjorde att fabriken bombades av NATO under Kosovokriget 1999. Från slutet av 1990-talet och fram till nedläggningen 2008 gick bilmodellerna både under namnet Yugo och Zastava.
Företaget ägdes av den italienska biltillverkaren Fiat fram tills tillverkningen lades ner i slutet av 2008. Fabriken lever dock kvar och tillverkar för tillfället (2013) bl.a. bilmodellen Fiat 500L.

## Modeller
- Koral
- Florida
- 10
- 850 (även kallad 750)
- 101
- Skala